# 1936년 동계 올림픽 스피드스케이팅 남자 500m
1936년 동계 올림픽 스피드 스케이팅의 남자 500m 종목은 1936년 2월 11일에 진행됐다. 14개국에서 온 36명의 선수들이 참가하였다. 아래의 기록 문단은 대회 이전에 세워진 기록이다.

## 기록
| 종류        | 기록 | 선수            | 장소                 | 시간            |
| ----------- | ---- | --------------- | -------------------- | --------------- |
| 세계 기록   | 42.4 | 앨런 포츠       | 오슬로 (NOR)         | 1936년 1월 18일 |
| 올림픽 기록 | 43.4 | 클라스 툰베르그 | 장크트모리츠 (SUI)   | 1928년 2월 13일 |
| 올림픽 기록 | 43.4 | 베른트 에벤센   | 장크트모리츠 (SUI)   | 1928년 2월 13일 |
| 올림픽 기록 | 43.4 | 잭 쉐어         | 레이크플래시드 (USA) | 1932년 2월 4일  |

## 결과
| 순위 | 선수                          | 기록   |
| ---- | ----------------------------- | ------ |
| 1    | 이바르 발랑루 (NOR)           | 43.4   |
| 2    | 게오르그 크로그 (NOR)         | 43.5   |
| 3    | 레오 프레이징어 (USA)         | 44.0   |
| 4    | 이시하라 쇼조 (JPN)           | 44.1   |
| 5    | 델버트 램 (USA)               | 44.2   |
| 6    | 카를 레반 (AUT)               | 44.8   |
| 6    | 앨런 포츠 (USA)               | 44.8   |
| 8    | 안테로 오얄라 (FIN)           | 44.9   |
| 8    | 요르마 뤼살로 (FIN)           | 44.9   |
| 8    | 비르이르 바세니우스 (FIN)     | 44.9   |
| 11   | 나카무라 레이키치 (JPN)       | 45.0   |
| 11   | 로버트 페테르센 (USA)         | 45.0   |
| 13   | 카를 바줄레크 (AUT)           | 45.1   |
| 14   | 알퐁스 뵈르진느슈 (LAT)       | 45.7   |
| 14   | 돌프 판 데 쉬르 (NED)         | 45.7   |
| 16   | 예니스 안드리크손 (LAT)       | 45.9   |
| 16   | 이성덕 (JPN)                  | 45.9   |
| 18   | 악셀 욘손 (SWE)               | 46.1   |
| 19   | 오시 블롬크비스트 (FIN)       | 46.2   |
| 19   | 빌리 잔트너 (GER)             | 46.2   |
| 21   | 페르디난드 프라인들 (AUT)     | 46.4   |
| 22   | 알렉산데르 미트 (EST)         | 46.6   |
| 22   | 난도 구니오 (JPN)             | 46.6   |
| 24   | 라우 디크스트라 (NED)         | 46.7   |
| 24   | 얀 랑에디크 (NED)             | 46.7   |
| 24   | 구스타프 슬라네크 (AUT)       | 46.7   |
| 27   | 벤 블라이서 (NED)             | 46.9   |
| 28   | 하인츠 자메스 (GER)           | 47.0   |
| 29   | 켄 케네디 (AUS)               | 47.4   |
| 30   | 야로슬라프 투르노프스키 (TCH) | 47.8   |
| 31   | 토마스 화이트 (CAN)           | 49.6   |
| 32   | 올드르지흐 한치 (TCH)         | 49.8   |
| 33   | 제임스 그레페 (BEL)           | 54.6   |
| 34   | 해리 하랄센 (NOR)             | 54.9   |
| 35   | 샤를 드 리그네 (BEL)          | 1:44.6 |
| –    | 한스 엥네스탕엔 (NOR)         | DNF    |

## 메달 집계

### 메달리스트
| 종목      | 금                       | 은                         | 동                     |
| --------- | ------------------------ | -------------------------- | ---------------------- |
| 남자 500m | 이바르 발랑루 · 노르웨이 | 게오르그 크로그 · 노르웨이 | 레오 프레이징어 · 미국 |

## 범례
|  | 세계 신기록                  |  |                   | 아프리카 신기록 |                      | Q | 예선 통과 |
|  | 올림픽 신기록                |  | 북아메리카 신기록 | DNS             | 경기를 시작하지 않음 |   |           |
|  |                              |  | 아시아 신기록     | DNF             | 경기를 마치지 않음   |   |           |
|  | 국가 신기록                  |  | 유럽 신기록       | DSQ             | 실격                 |   |           |
|  | 개인 최고 기록 (개인 신기록) |  | 오세아니아 신기록 | WD              | 기권                 |   |           |
|  | 시즌 최고 기록 (시즌 신기록) |  | 남아메리카 신기록 | NM              | 기록 없음            |   |           |

## 주해
1. ↑  이 기록은 자연적으로 얼려진 얼음 위에서 기록되었다.
2. ↑  전 참가자가 동시에 시합을 벌이는 팩스타일 형식으로 기록이 세워졌다.

## 참조
- (영어) IOC 데이터베이스
- (폴란드어) Wudarski, Pawel (1999). “Wyniki Igrzysk Olimpijskich”. 2008년 10월 14일에 원본 문서에서 보존된 문서. 2008년 5월 16일에 확인함.